# 田中知一
田中 知一（たなか ともかず、1898年（明治31年）7月13日 - 1983年（昭和58年）12月19日）は、日本の剣道家。段位称号は範士九段。

## 経歴
大分県日田市生まれ。15歳の頃、福岡県の門司で剣道を始める。
1914年（大正3年）、京都の大日本武徳会青年大会で活躍。
中野宗助（後の剣道範士十段）の書生となり大日本武徳会本部講習科で学ぶ。
1919年（大正8年）、京都府警察部巡査に任官。
1930年（昭和5年）、京都府警察部武道教師に就任（後、主席師範に昇任）。
1940年（昭和20年）、紀元二千六百年奉祝天覧武道大会指定選士の部に出場。
龍谷大学、京都第二中学校、聖峰中学校の剣道師範を務める。
全日本剣道連盟相談役、京都府剣道連盟理事長、京都府剣道道場連盟会長等を歴任。
勲五等双光旭日章を受章。